# Rakusa Point
Der Rakusa Point (polnisch Przylądek Rakusy) ist eine Landspitze an der Südküste von King George Island in den Südlichen Shetlandinseln. Sie liegt 800 m südöstlich des Point Thomas am Westufer der Admiralty Bay und markiert die nördliche Begrenzung der Einfahrt zur Suszczewski Cove.
Teilnehmer einer polnischen Antarktisexpedition benannten sie 1977 nach dem polnischen Polarforscher Stanisław Rakusa-Suszczewski (* 1938), der am 26. Februar 1977 die benachbarte Arctowski-Station eröffnet hatte. Das UK Antarctic Place-Names Committee übertrug die polnische Benennung 1984 ins Englische.